# Google Sites
Google Sites（グーグル サイト）は、Googleによって開発されているウェブサイト作成ツールである。 
誰もが簡単にウェブサイトを作成でき、複数の編集者で作業ができるということをコンセプトに作られている 。

## 歴史
JotSpotという名称でExcite共同設立者であるJoe KrausとGraham Spencerによって主に中小企業向けのエンタープライズソフトウェアとして開発された。 
2006年2月、Business 2.0の一部である「Next Net 25」に指名され 、同年5月にInfoWorldの「15 Start-ups to Watch」の1つとして表彰された 。  
2006年10月、GoogleがJotSpotを買収し  、2017年にはGoogle Page Creator （「Google Pages」とも呼ばれる）を使用して作成されたWebページをGoogle Sitesサーバーへ移行すると発表した。 
2008年2月28日、JotSpotテクノロジーを使用してGoogle Sitesが公開された  。サービス自体は無料だが、Googleが提供する10ドルのドメイン名が必要だった。  
2008年5月21日以降、Google SitesはGoogle Appsとは別に、ドメインを必要とせずに無料で利用できるように変更された 。 
2016年6月、旧 Google Sitesからの移行スケジュールとともに、新しいGoogle Sites  という名前の完全に新しいプラットフォームを発表した 。 

## 機能

### 現行版

#### 特徴
- 新しいテーマのレスポンシブデザイン [10]
- カスタムドメインのマッピング
- ドラッグアンドドロップ編集 - ページ要素をドラッグアンドドロップし、グリッドレイアウトに自動的に配置可能
- 権限のレベル（所有者、編集者、および閲覧者）
- HTMLおよびJavaScriptの埋め込みのサポート
- 自動マルチレベルメニュー
- Googleドライブ 、 Googleマップなどとの統合
- ウェブサイトのレイアウトの設計と編集[ウェブサイトが既に必要]
- テンプレートが多数存在

##### 制限事項
- 従来のGoogleサイトのサードパーティガジェット拡張機能がサポートされない
- 従来のGoogleサイトと違い、ページごとに共有設定を変更できない
- Google Apps Scriptがサポートされない
- スタイルオプションが制限され、カスタムCSSがサポートされない
- Google Adsenseの広告をホストできない

### 旧Google Sites

#### 特徴
- カスタムドメインのマッピング
- アクセス権限の設定
- ページテンプレート
- 添付ファイル
- HTMLソースの編集

##### 拡張機能
- ガジェット  –サイトに埋め込むことができるカスタムCSSおよびJavaScriptを含むことができるXMLモジュール。

ガジェットで可能なこと
1. 分離または抽象化  – カスタムコードを個別のファイルに抽象化することが可能
2. 再利用  – ガジェットは公開されているため、複数のサイトで再利用が可能

##### 制限事項
- Cascading Style Sheets （CSS）またはJavaScriptを通常使用できない。JavaScriptは埋め込みガジェットまたはHTMLボックスの範囲内での使用、インラインCSSはWebページのコンテンツ領域内で使用が可能
- eストア機能は限られており、Google iストアガジェットを使用してショッピングカートを追加したり、Amazonなどのサードパーティeストアをiframeしたり、Google Buy Nowボタンを使用したりする必要がある
- HTMLの限定的な使用。 HTMLは保存時にチェックおよび変更され、JavaScriptはCajaでセキュアにされる。また、CSSはテーマテンプレートに組み込むことはできない。ただし、インラインCSSはWebページのコンテンツ領域内で使用可能
- Google Sitesでホストされているサイトは、Googleサービスがブロックされている国の居住者は利用できない

## 検閲
ページのひとつにトルコの創設者ムスタファ・ケマル・アタテュルクに対する侮辱が含まれていた疑惑から、2009年、トルコ地方裁判所がGoogle Sitesでホストされているすべてのページをトルコでブロックする判決を出したため、トルコ国内からGoogle Sitesにアクセスすることができなくなった。 
2012年、 欧州人権裁判所 （ECHR）は、これを欧州人権条約10条 （ Yildirim v Turkey 、2012年）の違反と裁定したため、2014年に解除された。 